# Dennis Chavez
Dennis Chavez (Los Chaves, 1888. április 8. – Washington, 1962. november 18.) az Amerikai Egyesült Államok szenátora (Új-Mexikó, 1935–1962).